# Diocesi di Bangued
La diocesi di Bangued (in latino Dioecesis Banguedensis) è una sede della Chiesa cattolica nelle Filippine suffraganea dell'arcidiocesi di Nueva Segovia. Nel 2022 contava 225.637 battezzati su 271.081 abitanti. È retta dal vescovo Leopoldo Corpuz Jaucian, S.V.D.

## Territorio
La diocesi comprende la provincia filippina di Abra sull'isola di Luzon.
Sede vescovile è la città di Bangued, dove si trova la cattedrale di San Giacomo Maggiore.
Il territorio si estende su 3.976 km² ed è suddiviso in 24 parrocchie.

## Storia
La prelatura territoriale di Bangued fu eretta il 12 giugno 1955 con la bolla Cum misericos di papa Pio XII, ricavandone il territorio dall'arcidiocesi di Nueva Segovia.
Il 15 novembre 1982 la prelatura territoriale è stata elevata a diocesi con la bolla Cum Decessores di papa Giovanni Paolo II.

## Cronotassi dei vescovi
Si omettono i periodi di sede vacante non superiori ai 2 anni o non storicamente accertati.
- Odilo Etspueler, S.V.D. † (20 agosto 1956 - 20 novembre 1987 ritirato)
- Cesar Castro Raval, S.V.D. † (25 novembre 1988 - 18 gennaio 1992 dimesso)
- Artemio Lomboy Rillera, S.V.D. † (28 giugno 1993 - 1º aprile 2005 nominato vescovo di San Fernando de La Union)
- Leopoldo Corpuz Jaucian, S.V.D., dal 5 gennaio 2007

## Statistiche
La diocesi nel 2022 su una popolazione di 271.081 persone contava 225.637 battezzati, corrispondenti all'83,2% del totale.
| anno | popolazione | popolazione | popolazione | presbiteri | presbiteri | presbiteri | presbiteri                | diaconi | religiosi | religiosi | parrocchie |
| anno | battezzati  | totale      | %           | numero     | secolari   | regolari   | battezzati per presbitero | diaconi | uomini    | donne     | parrocchie |
| ---- | ----------- | ----------- | ----------- | ---------- | ---------- | ---------- | ------------------------- | ------- | --------- | --------- | ---------- |
| 1970 | 118.565     | 149.397     | 79,4        | 35         | 2          | 33         | 3.387                     |         | 37        | 29        | 18         |
| 1980 | 135.790     | 171.900     | 79,0        | 36         | 6          | 30         | 3.771                     |         | 37        | 29        | 20         |
| 1990 | 171.110     | 194.867     | 87,8        | 39         | 14         | 25         | 4.387                     |         | 31        | 17        | 20         |
| 1999 | 188.505     | 228.703     | 82,4        | 35         | 17         | 18         | 5.385                     |         | 21        | 18        | 20         |
| 2000 | 189.269     | 228.292     | 82,9        | 37         | 17         | 20         | 5.115                     |         | 22        | 22        | 20         |
| 2001 | 194.183     | 233.463     | 83,2        | 39         | 19         | 20         | 4.979                     |         | 20        |           | 20         |
| 2002 | 194.468     | 234.101     | 83,1        | 37         | 17         | 20         | 5.255                     |         | 22        | 22        | 20         |
| 2003 | 191.092     | 236.974     | 80,6        | 35         | 18         | 17         | 5.459                     |         | 19        | 20        | 20         |
| 2004 | 197.719     | 239.776     | 82,5        | 36         | 19         | 17         | 5.492                     |         | 19        | 21        | 20         |
| 2006 | 199.967     | 236.910     | 84,4        | 41         | 23         | 18         | 4.877                     |         | 20        | 13        | 21         |
| 2012 | 221.968     | 274.000     | 81,0        | 41         | 24         | 17         | 5.413                     |         | 19        | 11        | 22         |
| 2015 | 236.031     | 274.953     | 85,8        | 41         | 30         | 11         | 5.756                     |         | 12        | 6         | 22         |
| 2018 | 238.820     | 275.749     | 86,6        | 43         | 30         | 13         | 5.553                     |         | 14        | 7         | 24         |
| 2020 | 228.940     | 275.749     | 83,0        | 36         | 25         | 11         | 6.359                     |         | 12        | 6         | 24         |
| 2022 | 225.637     | 271.081     | 83,2        | 38         | 24         | 14         | 5.937                     |         | 17        | 7         | 24         |